# 1557 год в науке
В 1557 году произошли различные научные и технологические события, некоторые из которых представлены ниже.

## События
- 10 августа — французский хирург Амбруаз Паре, в ходе битвы при Сен-Кантене, отметил, что некоторые виды опарышей помогают исцелению ран.

## Публикации

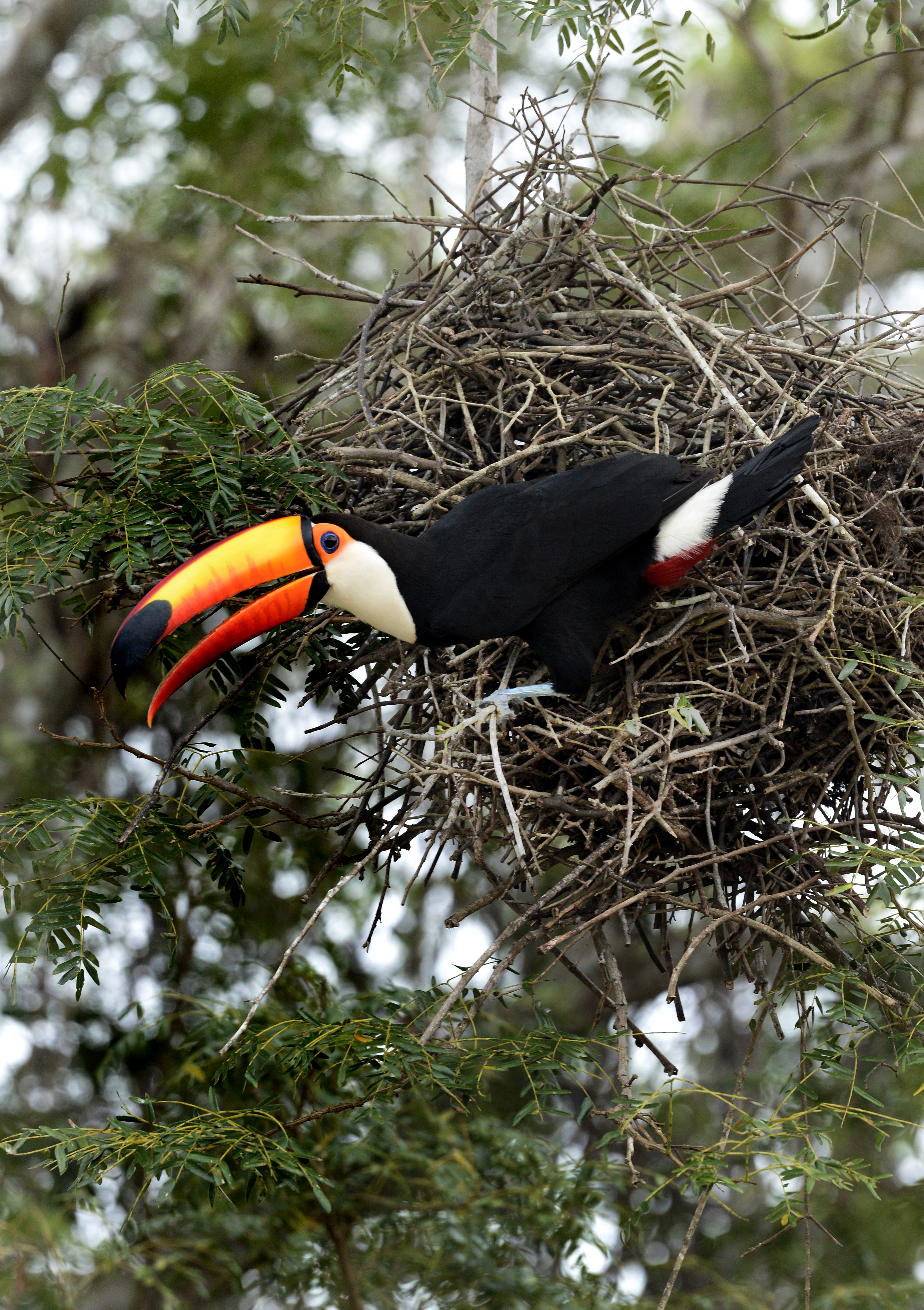
Большой тукан

- Валлийский врач и математик Роберт Рекорд издал в Лондоне трактат «Точильный камень мудрости», первую английскую книгу по алгебре. В ней впервые появился знак равенства, а также отмечено первое использование на английском языке знаков плюса и минуса, ранее предложенных немецкими математиками[1].
- Французский путешественник, монах-францисканец Андре Теве опубликовал в Париже трактат «Les Singularitez de la France antarctic», в которой описал Бразилию (названную им Антарктической Францией), её специфичные растения (маниок, ананасы, арахис, табак) и животных (ара, тукан, ленивец и тапир).
- Немецкий конкистадор Ханс Штаден в своей книге «Правдивая история и описание местности диких, нагих, свирепых каннибалов, проживающих в Новом Свете Америки» описал свои злоключения после пленения индейцами племени тупинамба.
- Французский натуралист Пьер Белон выпустил книгу «Портреты птиц, животных, змей, трав, деревьев, мужчин и женщин Аравии и Египта, наблюдаемые П. Белон дю Маном, снабжённые четверостишиями для облегчения понимания птиц и других портретов».
- Османский адмирал Сейди Али-реис опубликовал «Зерцало стран» с подробным описанием тех стран, которые он наблюдал при возвращении из Индии в Константинополь.
- В трудах Юлия Цезаря Скалигера встречается первое в Европе упоминание платины — как неизвестного благородного металла, найденного между Дарьеном и Мексикой[2].
- Адам Лоницер: «Kreütterbuch»;

## Родились
См. также: Категория:Родившиеся в 1557 году

## Скончались
См. также: Категория:Умершие в 1557 году
- 1 сентября — Жак Картье, бретонский исследователь (род. в 1491 году).
- 13 декабря — Никколо Тарталья, итальянский математик, первооткрыватель формул Кардано (род. между 1499 и 1501 годами).
- Декабрь — Себастьян Кабот, венецианский исследователь, основатель Московской компании (род. в 1474 году).